# So đũa
So đũa hay điền thanh hoa lớn (danh pháp hai phần: Sesbania grandiflora Pers, đồng nghĩa Aeschynomene grandiflora) là một cây lớn thuộc chi Sesbania trong họ Đậu (Fabaceae). Người ta tin nó có nguồn gốc từ Ấn Độ hay Đông Nam Á và mọc ở những nơi nóng ẩm.
Còn gọi là dank kaa, angkea dey chhmol (Cămpuchia), phak dok khe (Lào-Viênchian), fayotier (Pháp).

## Mô tả
Cây thân gỗ cao 5–15 m, rất hiếm khi tới 30 m trừ khi đất có độ màu mỡ cao hoặc được chăm sóc thường xuyên hoặc bón phân, mọc thẳng đứng, cành nhánh mềm, khá ít bị gãy khi gió mạnh. Phân cành lớn, mọc vòng, hơi rũ xuống.
Phát triển rất nhanh, có thể cao từ 4-6 m trong vòng 1 năm, vỏ tiết mủ đỏ. Lá kép lông chim chẵn, dài 15–30 cm, lá do 50-60 phụ hợp thành. Lá chét rất nhiều, tới 30 đôi, hình bầu dục, thuôn dài 25mm, rộng 8-10mm thường các lá ở giữa dày hơn các lá ở ngọn, lá bẹ rụng sớm. Hoa xếp thành chùm ở nách, thõng. Chùm hoa to, dài 7–8 cm, màu trắng đôi khi hồng hay cam tím, hình lưỡi liềm. Quả dài 30–35 cm, thẳng, thót lại ở gốc và đỉnh, thu hẹp và dẹp ở khoảng cách giữa các hạt, nhưng không chia thành đốt. Hạt rất nhiều hình quả thận, dẹt màu vàng sậm hoặc nâu, hạt có chứa chất độc saponin. Vỏ có chất màu đỏ và vàng.

## Loài Tứ Quý
Cây thân gỗ cao 4-10 m, phân cành thấp. Vỏ ít tiết mủ đỏ, nứt nẻ, có màu xám nâu. Lá ngắn màu xanh bạc hơi xù xì, trái nhỏ dài 5-10cm không chia thành đốt, hạt nhỏ có hình quả thận, có chứa chất độc saponin. Hoa to có màu trắng dài 5 -15cm, hình lưỡi liềm.

## Phân bố
So đũa được trồng nhiều ở miền Nam Việt Nam chủ yếu để làm cảnh vì có hoa đẹp, đôi khi được trồng làm cây chủ cho cây hồ tiêu leo, còn thấy trồng ở Lào, Campuchia và nhiều nước nhiệt đới châu Á khác.

## Môi trường sống
Sự Phát Triển
+ Phát triển trong các khu rừng đất thấp khô hoặc ẩm ướt. Trong điều kiện ngập nước cây có thể phình to gốc để thở và một số rễ nổi có thể phát triển trong điều kiện ngập úng. có một số lợi ích về môi trường.
________________________________________________
Khả Năng Quan Hệ Cộng Sinh
+ Là một loại cây họ đậu cộng sinh có khả năng cố định Nitơ từ vi khuẩn nốt rễ (nốt sần) tổng hợp đạm cho bản thân và các loài cây xung quanh, do đó có tác dụng cải tạo đất. Sự phát triển nhanh, nó cũng được sử dụng để trồng lại rừng ở những khu vực bị xói mòn và cải thiện độ phì nhiêu của đất. thường được trồng để làm hàng rào hoặc làm cây che bóng, chắn gió và hỗ trợ cho các loại cây trồng khác.

## Thành phần hóa học
Trong vỏ cây so đũa có chứa chất gôm nhựa. Khi còn tươi gôm nhựa có màu hồng đỏ, nhưng để một thời gian thì xâm lại. Gôm nhựa này một phần tan trong nước, một phần tan trong cồn. Hai chất màu là agathin màu đỏ và xanthoagathin màu vàng, ngoài ra còn basorin, một chất nhựa và tannin.
Lá, hoa và quả chứa nhiều đường, đặc biệt hoa có lượng vitamin C cao (0.1%), vitamin B, muối calci và sắt, các amino acid.

## Sử dụng
Vỏ được dùng làm thuốc bổ, khai vị, trị thổ tả. Bóc đi lớp vỏ cứng bên ngoài, phần vỏ xanh trắng bên trong dùng để nhai chầm chậm nuốc nước hơi rít, có vị hơi chát và ngọt, làm hạ đờm suyễn, ho ngứa cổ, làm nhọt lở trong miệng chóng lành. Ngọn non,lá và hoa so đũa cũng được ăn như rau ở Đông Nam Á, đặc biệt ở Lào, Java thuộc Indonesia, Việt Nam và vùng Ilocos của Philippines.
Ở Việt Nam, hoa so đũa thường được dùng nấu canh chua, ngọn non ăn như rau với mắm sống, món kho, v.v. Quả so đũa khi còn non bẻ đôi được, đem cắt khúc ngâm nước khoảng mười phút để đỡ chát, xào với thịt hay luộc, mùi vị không khác đậu đũa hay đậu ve. Trong tiếng Thái Lan, hoa của cây này được gọi là dok khae, còn tiếng Indonesia thì gọi là bunga turi hay kembang turi.

## Hình Ảnh

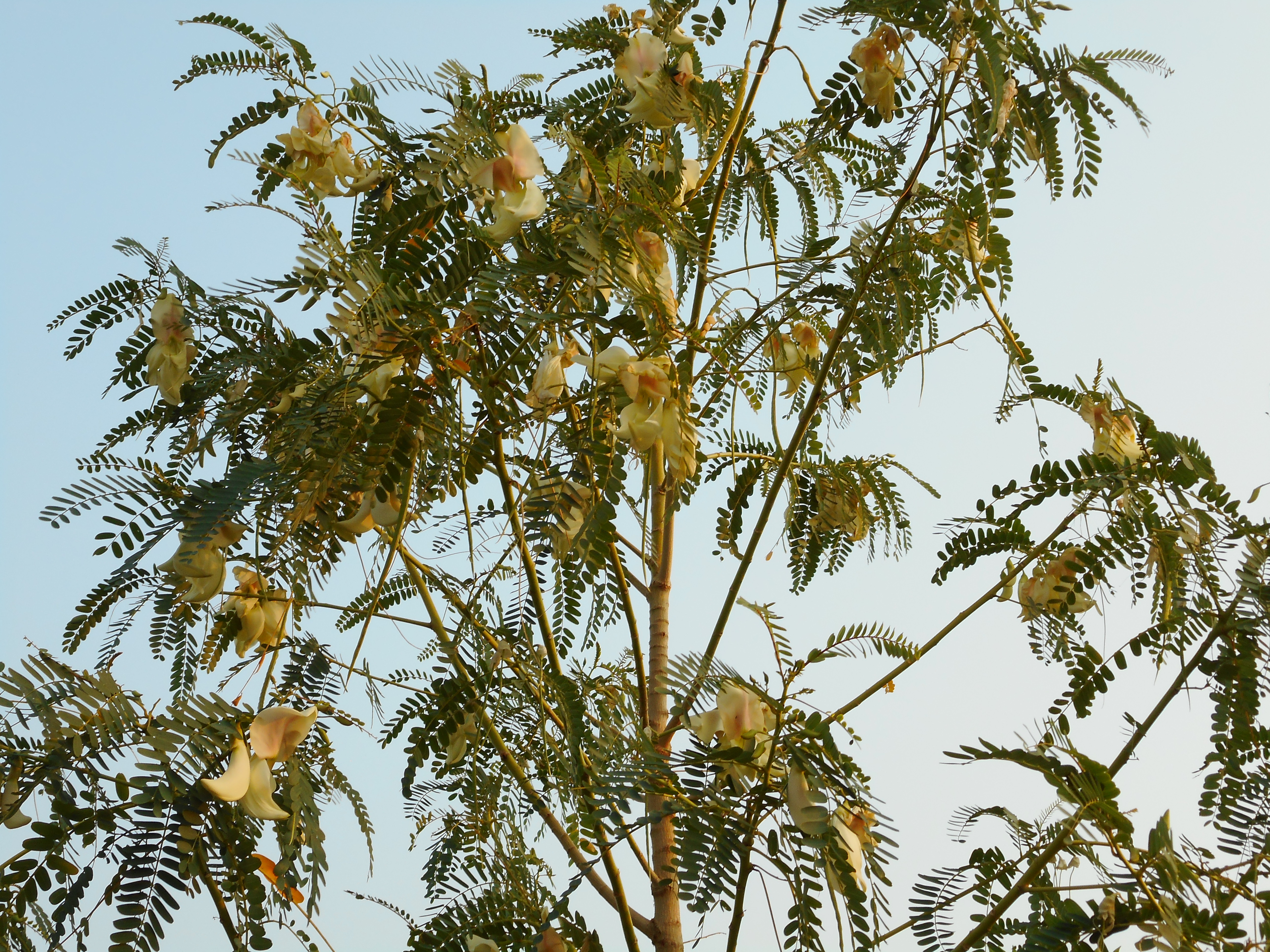
Cây so đũa.
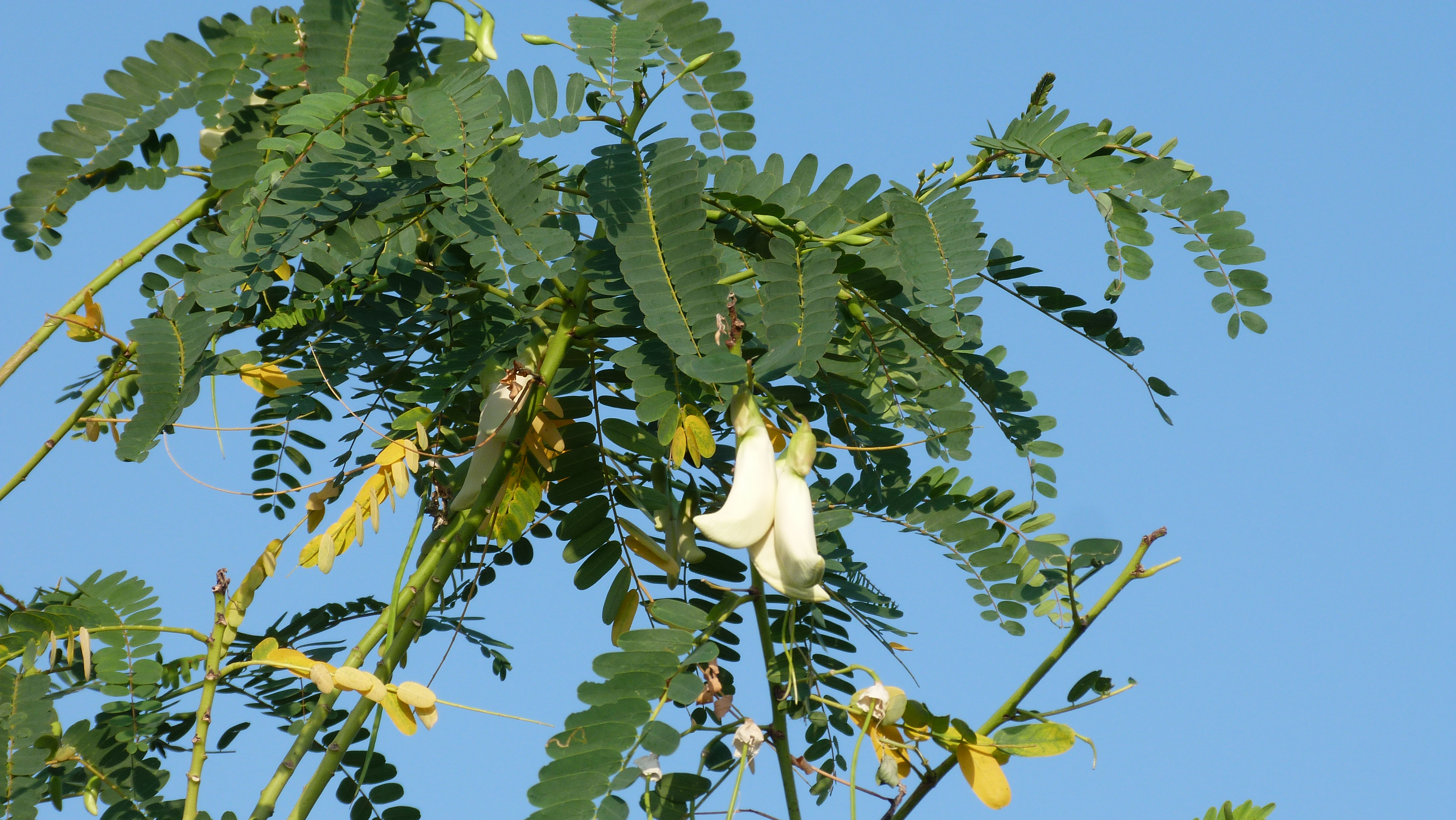
Nhánh lá so đũa.
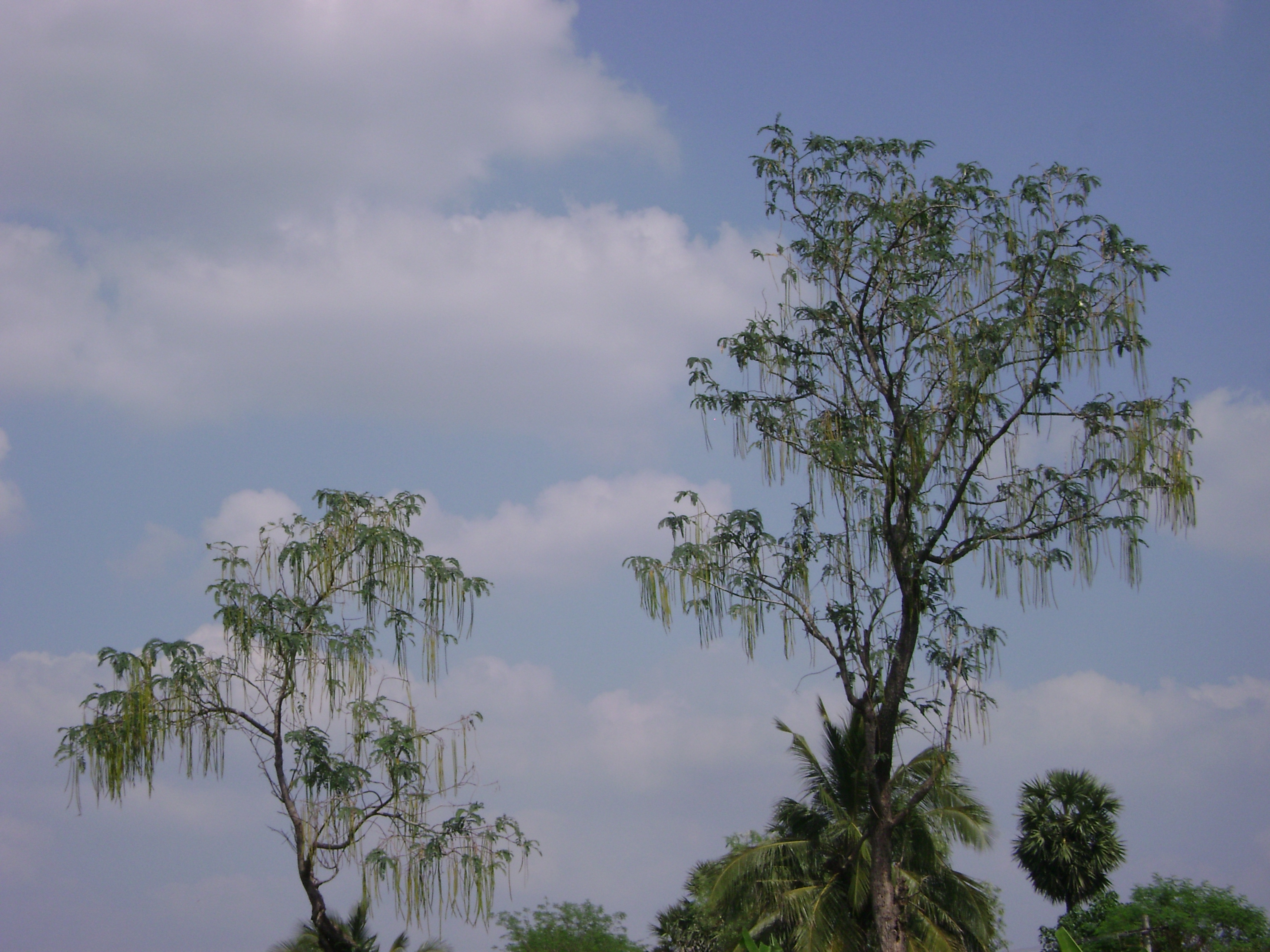
Hai cây so đũa trĩu quả.
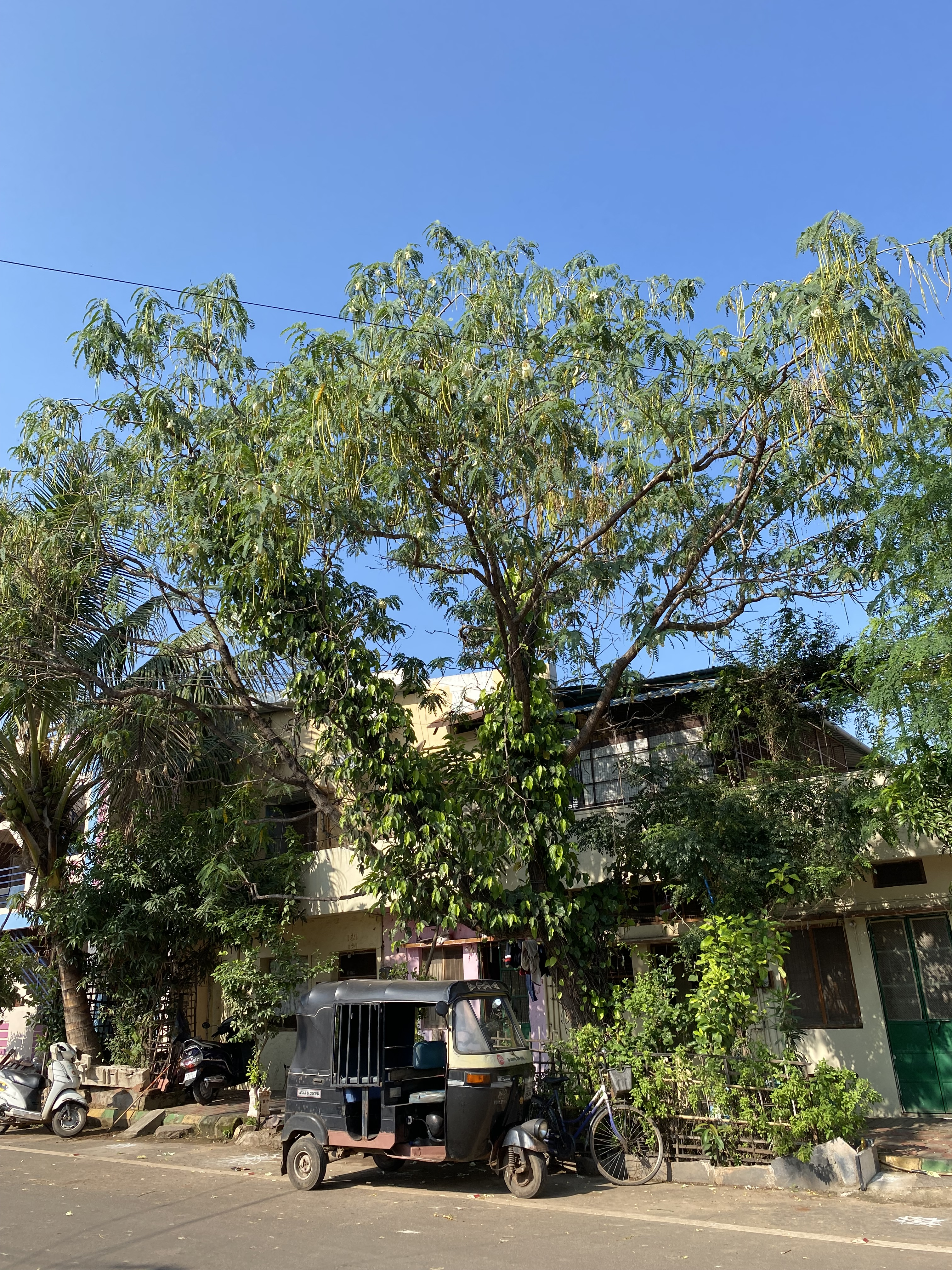
Cây so đũa trưởng thành.
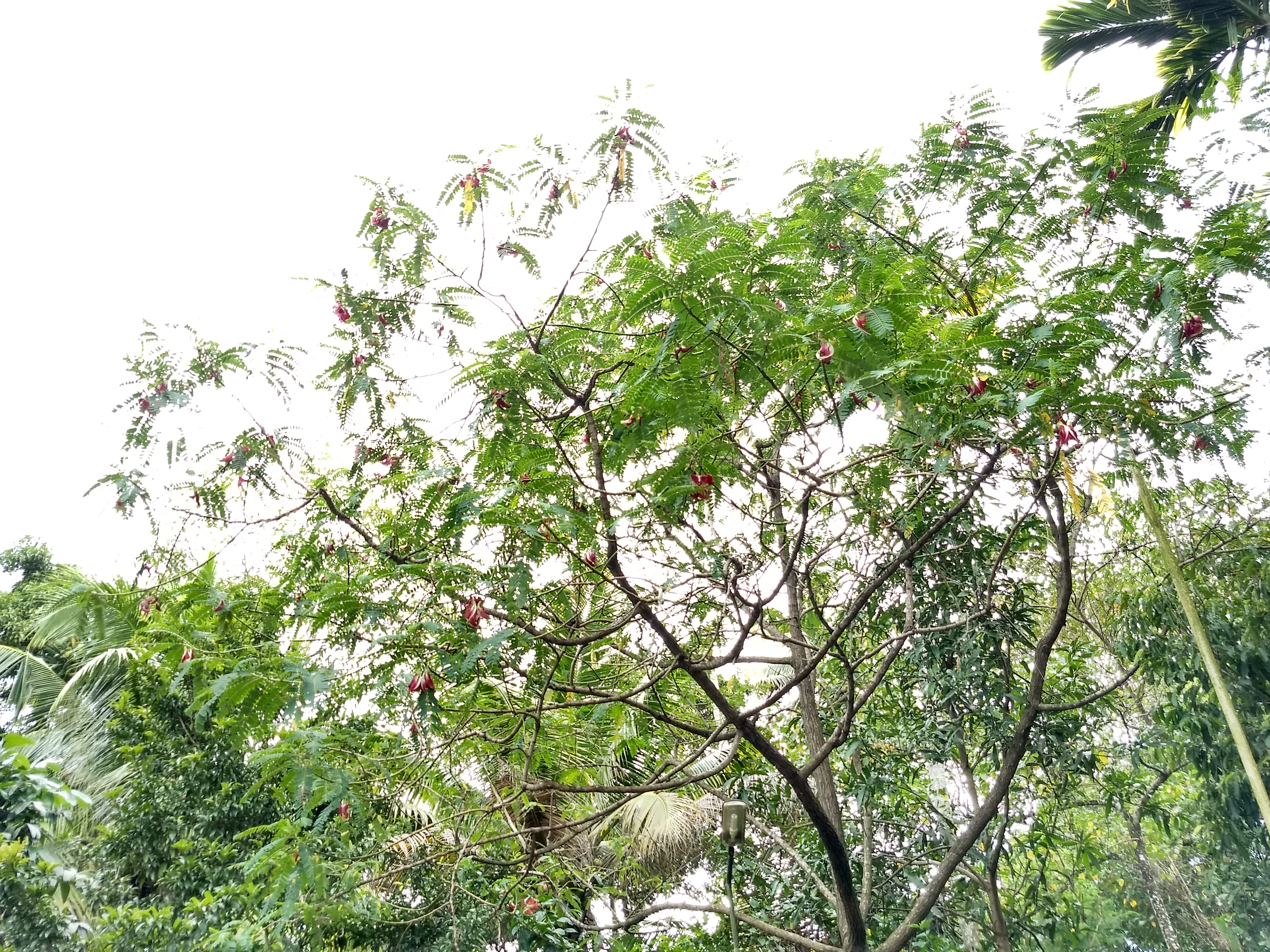
Cây so đũa đỏ trưởng thành
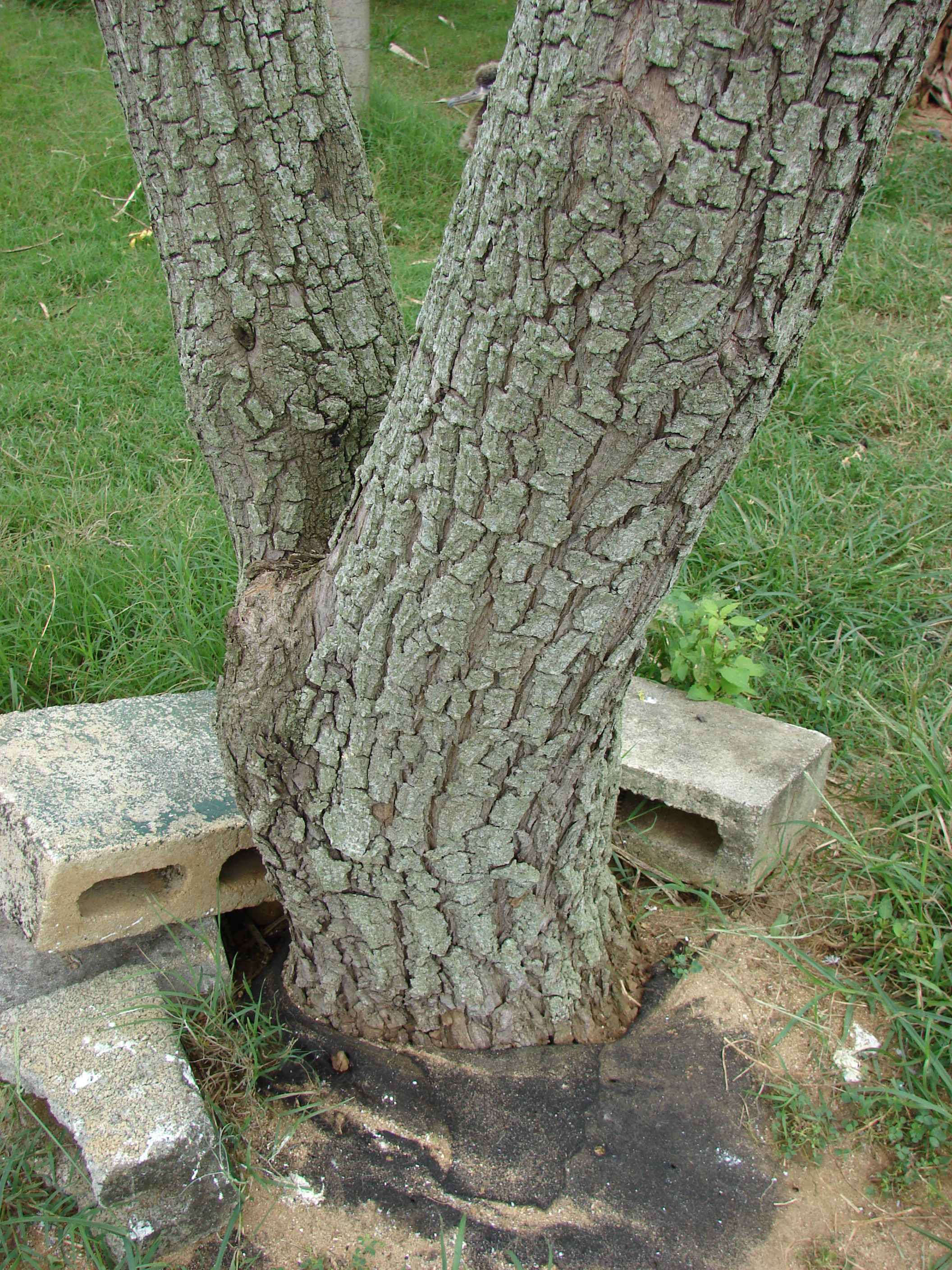
Gốc cây so đũa.
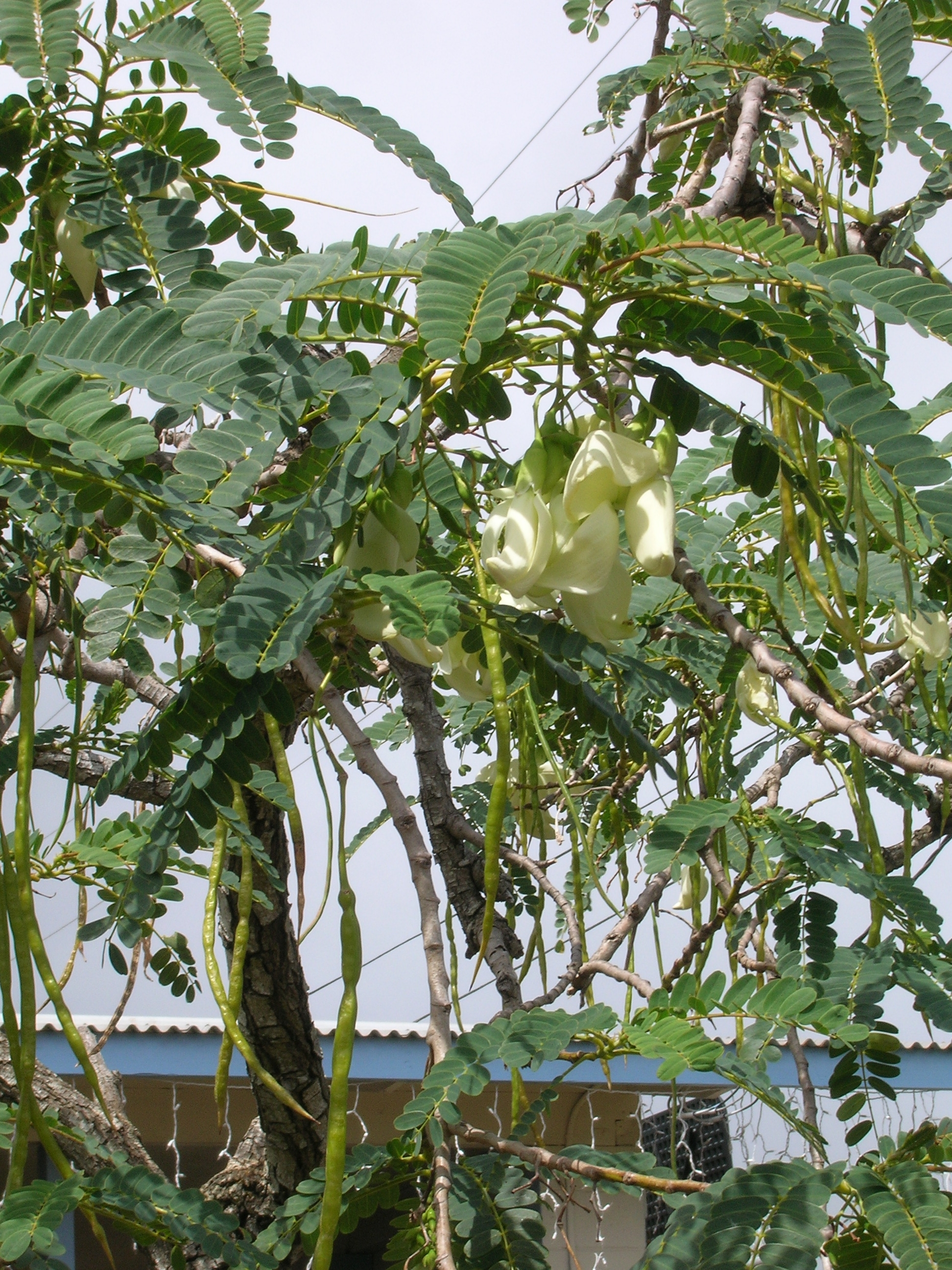
So đũa.
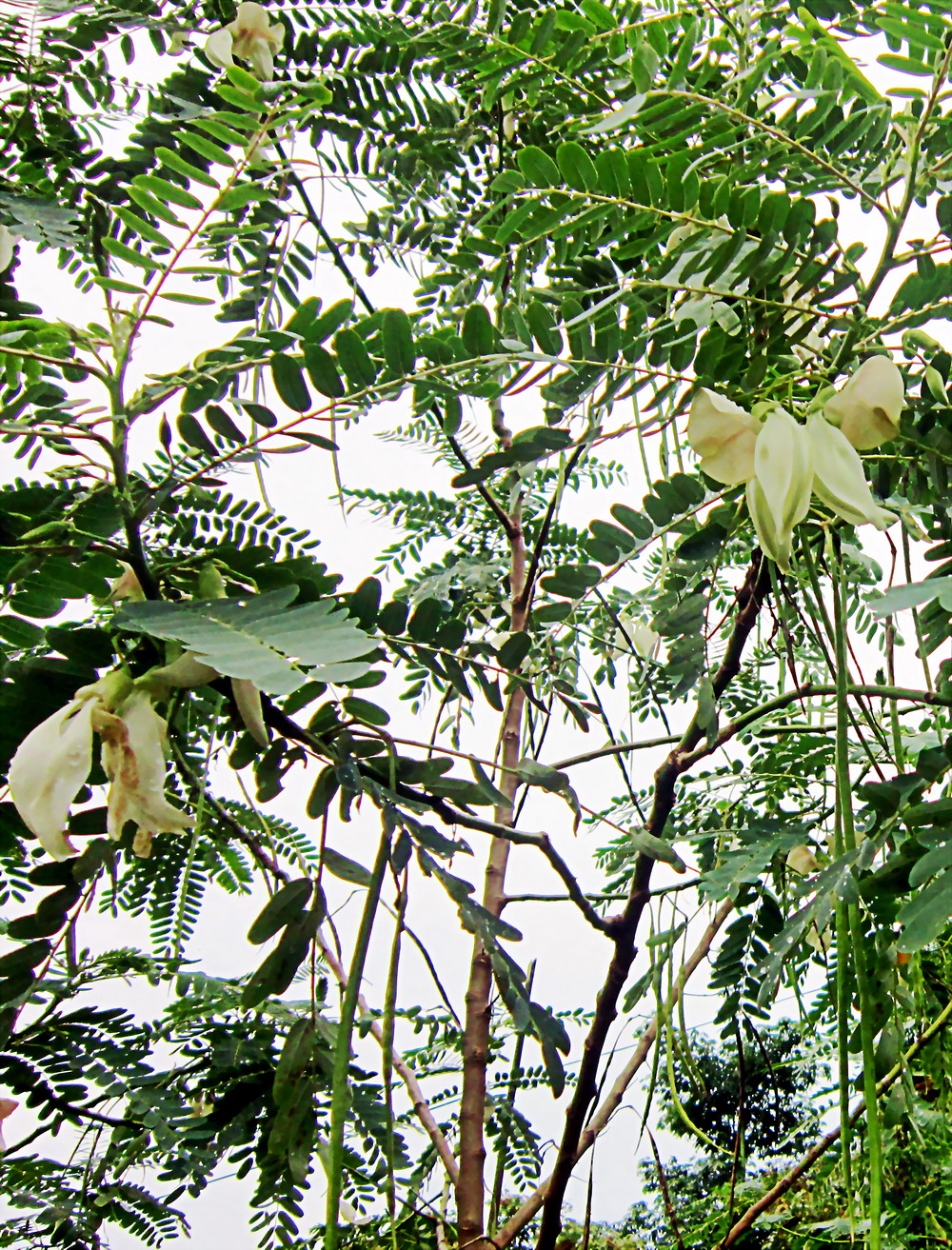
So đũa ở miền Nam Việt Nam
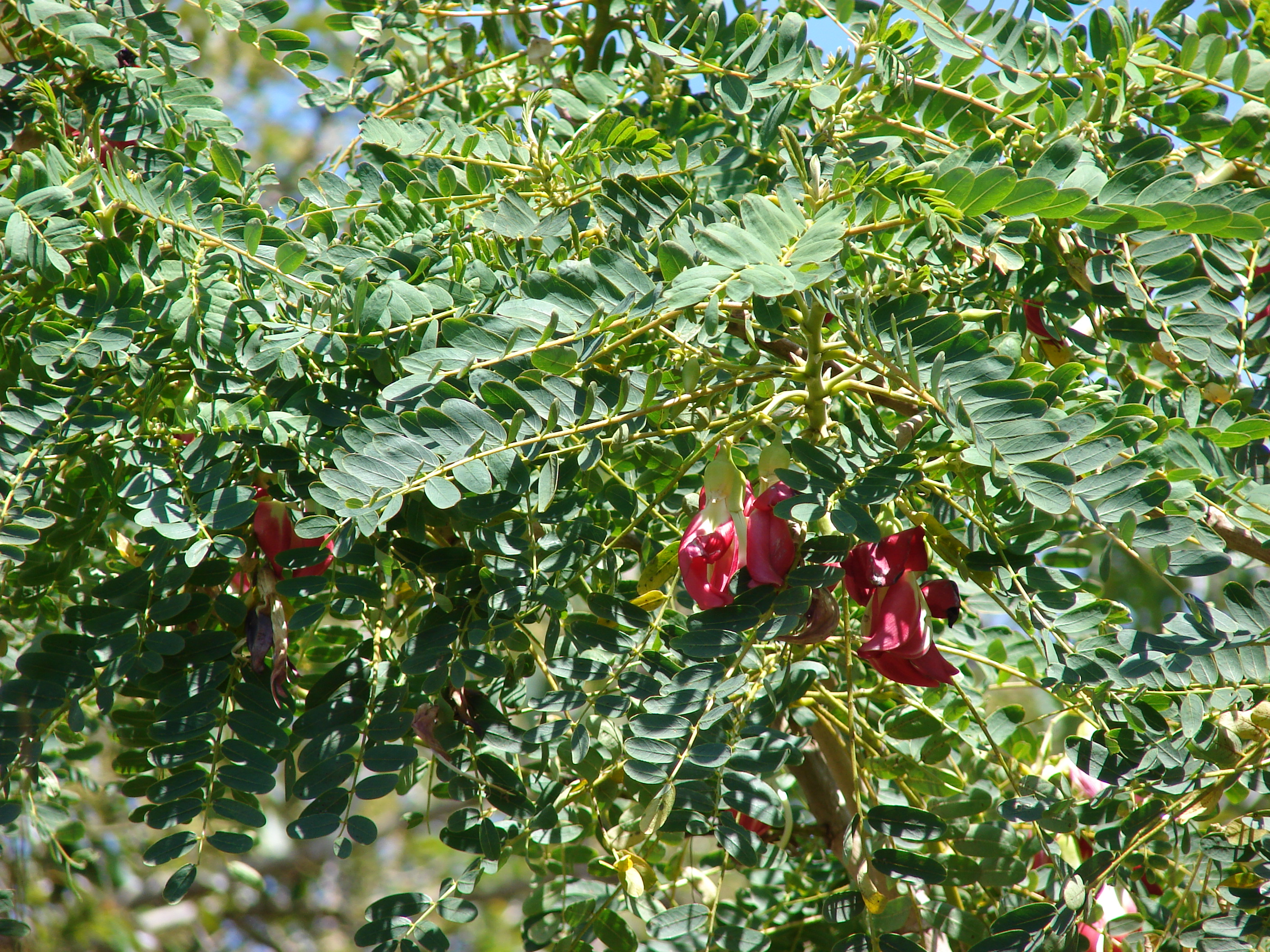
Cành lá so đũa đỏ
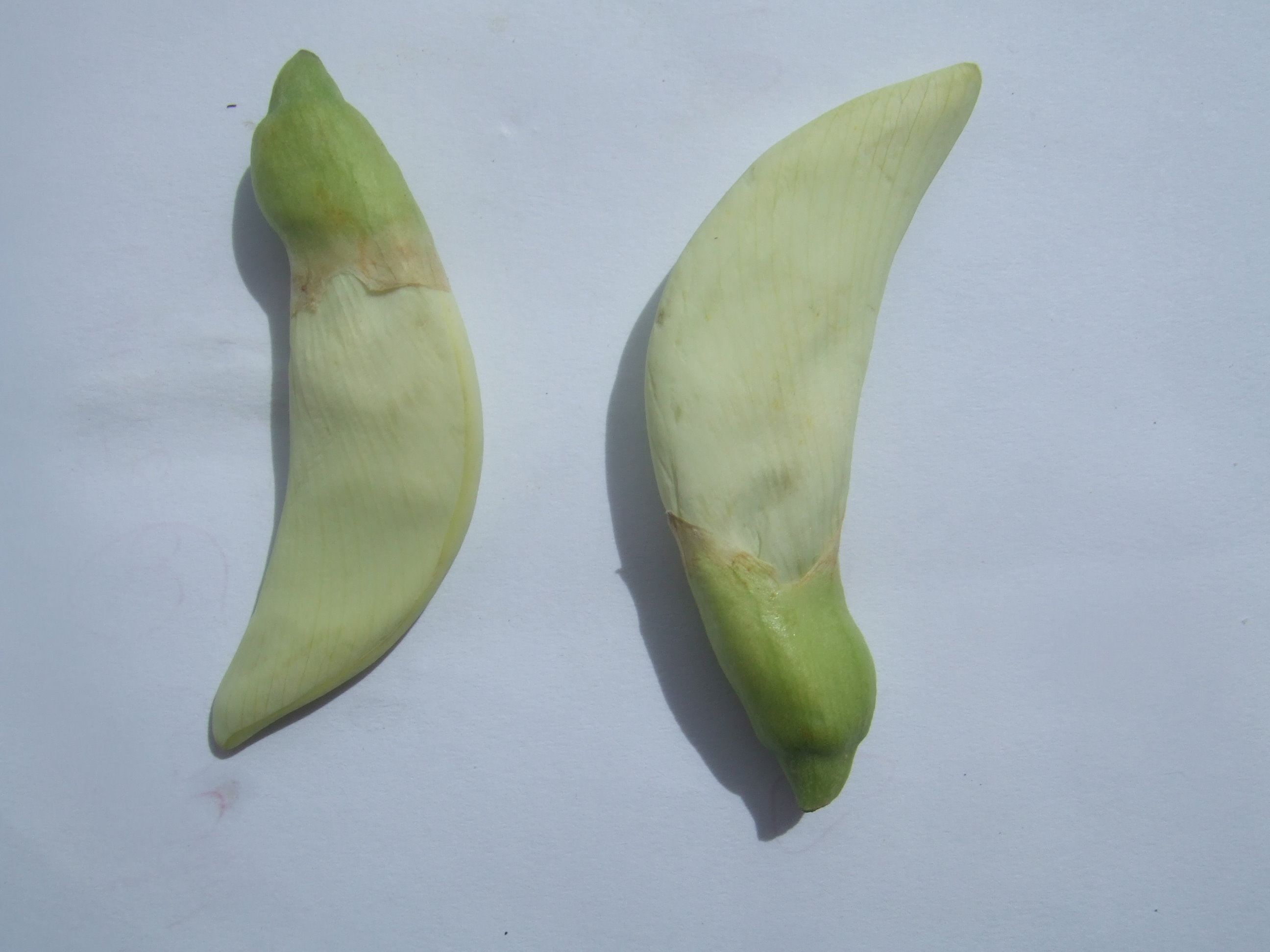
Hoa so đũa chưa nở.
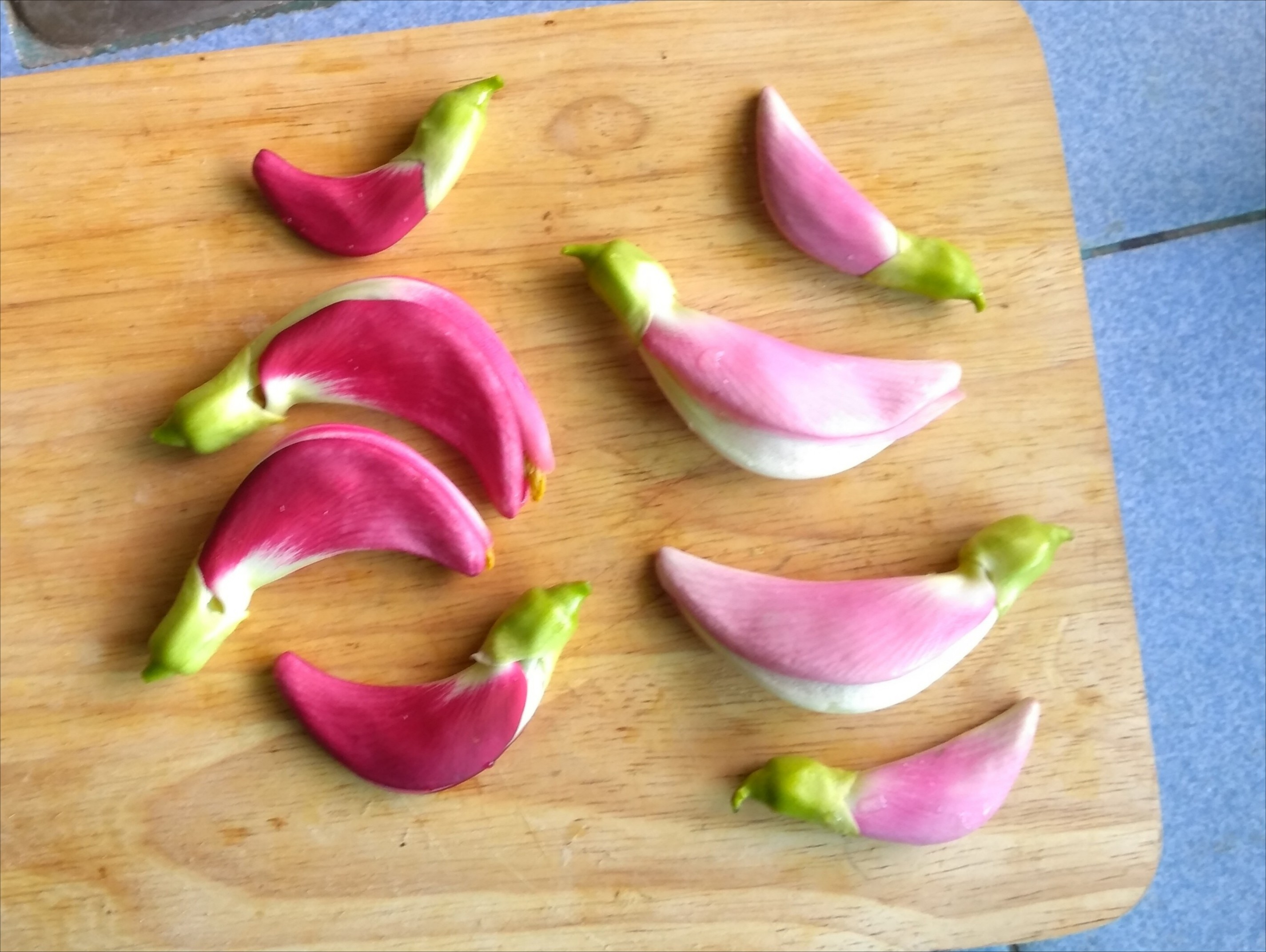
Hoa so đũa đỏ, hồng